# Pierson (Michigan)
Pierson è un villaggio degli Stati Uniti d'America, situato nello Stato del Michigan, nella contea di Montcalm. Nel censimento del 2010 si contavano 172 abitanti. Il villaggio è situato all'interno di Pierson Township.
Nel 1856, David S. Pierson acquistò quaranta acri di terra